# Onychoteuthis lacrima
Onychoteuthis lacrima is een inktvissensoort uit de familie van de Onychoteuthidae. De wetenschappelijke naam van de soort is voor het eerst geldig gepubliceerd in 2008 door Bolstad & Seki [in Bolstad].